# Вангелі Спиридон Степанович
Спиридон Степанович Вангелі (рум. Spiridon Vangheli; 14 червня 1932, село Грінеуць, Бєльцький повіт, Бессарабія — 21 червня 2024) — молдавський дитячий письменник і перекладач.

## Життєпис
Спиридон Вангелі народився 14 червня 1932 року в селі Грінеуць Бєльцького повіту Бессарабії (нині Ришканський район Молдови) у селянській сім'ї. Коли хлопчику виповнилося 12 років, померла мати.
1952 року закінчив філологічний факультет Кишинівського державного педагогічного інституту імені Йона Крянге .
Після закінчення інституту служив у лавах радянської армії, потім працював учителем у сільській школі.
Роки роботи у школі збіглися з першими літературними пробами. Твори молодого письменника часто й охоче друкували у періодичних виданнях.
У 1955 році оповідання Спиридона Вангелія увійшли до складу збірки «Молоді голоси».
Перша книга — «У країні метеликів» — побачила світ у 1962 році .
1966 року була надрукована казка «Пригоди Гугуце», яка принесла письменнику заслужену славу. 1970 року вона була відзначена Другою Всесоюзною премією з дитячої літератури.
З молдавської мови на українську твори Вангелі перекладали Валентина Запорожець, Микола Чищевий та ін.
Пізніше книги Вангелі були видані німецькою, англійською, японською, болгарською, вірменською мовами.
Спиридон Вангелі переклав на молдавську мову твори С. Маршака, Б. Заходера, В. Берестова, О. Ліндгрен, Ю. Тувіма, Н. Гільєна.
15 червня 2007 року у Національній дитячій бібліотеці ім. Йона Крянге міністр освіти та молоді Молдови Віктор Цвіркун привітав Спиридона Вангелі з 75-річчям та вручив почесну грамоту.
Помер 21 червня 2024 року.

## Збірки творів
- Пригоди хлопчика Гугуце. З молдавської переклав М. Чищевий. К.: Веселка, 1970
- Нові пригоди хлопчика Гугуце. З молдавської переклала В. Запорожець. К.: Веселка, 1973
- Copii în cătuşele Siberiei. — Chișinău: Oltiţa, 2001. — 40 p.

## Нагороди
- Орден Республіки (1996)
- Медаль «Михай Емінеску» (14 червня 2012 року)[4]
- Державна премія Молдавської РСР
- Державна премія СРСР (1988) за книгу «Гугуце та його друзі»
- Національна премія Республіки Молдова (21 серпня 2013, Уряд Молдови)[5] .
- Почесний громадянин Кишинева (17 вересня 2012)[6]
- Почесний диплом Міжнародної ради з дитячої літератури